# Vaciv, Slavuta
Vaciv (în ucraineană Вачів) este un sat în comuna Ulașanivka din raionul Slavuta, regiunea Hmelnîțkîi, Ucraina.

## Demografie
Componența lingvistică a localității Vaciv
     Ucraineană (98,84%)
     Alte limbi (1,17%)
Conform recensământului din 2001, majoritatea populației localității Vaciv era vorbitoare de ucraineană (98,84%), existând în minoritate și vorbitori de alte limbi.